# Bálint János (kertészmérnök)
Bálint János (Gyöngyös, 1946. augusztus 23. –) magyar kertészmérnök, a Kertészeti és Élelmiszeripari Egyetem több ciklusban is megválasztott dékánja.

## Élete
1946-ban született, Bálint György kertészmérnök és első felesége, Bognár Anna könyvtáros fiaként. Egyetemi tanulmányait 1964 és 1969 között végezte a Kertészeti és Élelmiszeripari Egyetem jogelődjén, ahol kertészmérnöki oklevelet szerzett. Első munkahelye egy állami gazdaság volt, ahol két évet dolgozott, agronómusként. 1971 és 1973 között a németországi Jork gyümölcstermesztési kutató intézetének kutatójaként dolgozott, majd 1973-tól 1975-ig a kecskeméti Kertészeti Főiskola főiskolai adjunktusa volt.
1975-ben szerzett egyetemi doktori címet a Kertészeti Egyetemen, ettől kezdve az egyetem oktatójaként dolgozott. 1988-ban lett a növénytermesztési és kertészeti tudományok kandidátusa. 1990-ben a Kertészeti és Élelmiszeripari Egyetem Kertészeti Karának dékánjává választották – e tisztséget 1997-ig töltötte be –, a Kertészeti Üzemtan Tanszéknek pedig 1991-ben lett a tanszékvezetője, amely címet két teljes évtizeden át, 2011-ig viselte.
Fő kutatási területei az agrármenedzsment, a mezőgazdasági üzemtan, a kertészeti munkaszervezés és ergonómia, a vidékfejlesztés, illetve a vidékfejlesztési menedzsment és marketing.
Munkásságát 2006-ban Pro Facultate Horticulturae elismeréssel, 2010-ben pedig a Budapesti Corvinus Egyetem Aranyérmével ismerték el.

## Művei
Publikációs listáján százas nagyságrendben találhatók szakkönyvek és tankönyvek, könyvfejezetek és különösen szakcikkek. Írásainak jellemző témái az ökonómia és az ergonómia a kertészeti termesztés legkülönfélébb munkafázisaiban és munkaterületein, ültetvények és munkafolyamatok racionalizálása, a számítógépek alkalmazása a kertészetben, illetve más üzemtani, ergonómiai és optimalizálási problémák. Sok publikációját jegyzi angol és német nyelven.